# Kerry James Marshall
Kerry James Marshall (nacido el 17 de octubre de 1955) es un artista y profesor estadounidense, conocido por sus pinturas de figuras negras. Anteriormente enseñó pintura en la Escuela de Arte y Diseño de la Universidad de Illinois en Chicago. En 2017, Marshall fue incluido en la lista anual Time 100 de las personas más influyentes del mundo.  Nació y se crio en Birmingham, Alabama, y se mudó en su infancia a South Central Los Ángeles. Ha pasado gran parte de su carrera en Chicago, Illinois.
Una exposición retrospectiva de su trabajo, Kerry James Marshall: Mastry, fue montada por el Museo de Arte Contemporáneo de Chicago en 2016.

## Infancia y educación
Kerry James Marshall nació el 17 de octubre de 1955 en Birmingham, Alabama. Se crio en Birmingham y más tarde en Los Ángeles, California. Es hijo de un cartero y una ama de casa. El pasatiempo de su padre era comprar relojes rotos que recogía en las casas de empeño por una canción, averiguaba cómo arreglarlos con la ayuda de los libros que encontraba, antes de revender los relojes. Marshall pudo aprender a deconstruir elementos que consideraba enrarecidos y complejos, haciéndolos suyos.
Su casa en Los Ángeles estaba cerca de la sede del Partido Pantera Negra, lo que le dejó un sentimiento de responsabilidad social e influyó directamente en su trabajo.

### Educación
En la escuela secundaria, Marshall comenzó a dibujar figuras bajo la tutela del pintor realista social Charles White, que continuó en la carrera universitaria de Marshall.  Afirmó que durante los años de su formación, White "se convirtió tanto en un amigo como en un mentor; me mantuve en contacto con su familia, incluso después de su muerte". Mientras estudiaba en el Otis College of Art and Design en Los Ángeles, Marshall trabajó para "no tener una imagen figurativa o una historia específica que contar", sobre la abstracción. Marshall obtuvo una licenciatura en Bellas Artes en 1978 de la Facultad de Arte y Diseño Otis.

## Carrera profesional
Marshall recibió una beca MacArthur en 1997. Fue profesor de la Escuela de Arte y Diseño de la Universidad de Illinois en Chicago desde 1993 hasta 2006. En 2013, fue nombrado miembro del Comité de Artes y Humanidades por el presidente Barack Obama, uno de los siete nuevos designados elegidos.
Hank Willis Thomas ha afirmado que Marshall fue una gran influencia para él y su arte.

## Influencias, puntos de vista sociales y temas.

Sin título (Studio) (2014) en el Museo Metropolitano de Arte en 2022

El tiempo que Marshall pasó en el barrio Watts de Los Ángeles, California, donde ocurrieron los movimientos Black Power y Civil Rights, tuvo un potente impacto en sus pinturas. Fuertemente influenciado por sus experiencias de joven, desarrolló un estilo característico durante sus primeros años como artista que involucraba el uso de figuras extremadamente oscuras, esencialmente negras. Estas imágenes representan su perspectiva de los afroamericanos, específicamente hombres negros con apariencias distintas. Al mismo tiempo, confrontan los estereotipos raciales dentro de la sociedad estadounidense contemporánea. Este tema común apareció de manera continua en su obra a lo largo de las décadas posteriores, especialmente en las décadas de 1980 y 1990 y aún aparece en sus obras más recientes.

Marshall es conocido por sus pinturas, esculturas y otros objetos hechos a gran escala que tienen como tema la vida y la historia de los afroamericanos. En una entrevista de 1998 con Bomb Magazine, Marshall observó:
"Los negros ocupan un espacio, incluso espacios mundanos, de las formas más fascinantes. El estilo es una parte tan integral de lo que hacen los negros que simplemente caminar no es algo simple. Tienes que caminar con estilo. Tienes que hablar con cierto ritmo; tienes que hacer las cosas con un poco de estilo. Y así, en las pinturas trato de representar esa misma tendencia hacia lo teatral que parece ser una parte tan integral del cuerpo cultural negro".
Marshall cree que los engranajes del poder histórico e institucional en el arte occidental residían principalmente en la pintura. Cuando estudió en Otis, estaba fascinado por el trabajo de Bill Traylor, el artista autodidacta que nació siendo esclavo en Alabama, lo que inspiró a crear más obras de arte relacionadas con el tópico racial sonriente y antiguo.
Marshall es uno de los artistas de color contemporáneos como Howardena Pindell, Charlene Teters y Fred Wilson, quienes a menudo incorporaron el tema de la raza en su trabajo. El trabajo de Marshall está inmerso en la historia afroamericana y la cultura popular negra que adopta la negritud como un indicador de diferencia para abordar de manera crítica la marginalización de los negros en la esfera pública, utilizando una amplia gama de estilos.  Sus obras de arte están basadas en la identidad; específicamente, hizo visible la estética negra y trajo la estética negra al redil de la gran narrativa del arte. En sus propias palabras, utiliza la negrura para amplificar la diferencia como una fuerza de oposición, tanto estética como filosóficamente. Uno de esos temas "negros" que aborda Marshall es el de la belleza. Afirmó que dado que la mayoría de las figuras de la publicidad son blancas, quería producir imágenes de cuerpos negros para "compensar la impresión de que la belleza es sinónimo de blancura"  "El negro es hermoso" fue uno de los lemas del movimiento Black Arts para contrarrestar la opinión predominante de que la negrura era intrínsecamente poco atractiva. Marshall se apropia directamente del eslogan en algunas de sus obras utilizando el lenguaje. Junto con "Black is beautiful", quería crear una narrativa épica en sus pinturas a la "gran manera". Su objetivo era crear nuevas obras de arte que no formaran parte de la tradición histórico-artística occidental.
La mayor parte de la pintura de Marshall involucra alegoría y simbolismo. La mayor parte del tema de su trabajo se relaciona con las injusticias de los regímenes coloniales. Marshall es reconocido por sus grandes pinturas acrílicas ricamente diseñadas sobre lienzo sin estirar. Sus obras combinaron un realismo tosco con elementos de collage, señalización, con escenarios animados y muy estampados. Sus imágenes a menudo sugieren pancartas populistas. Los espectadores a menudo verán textos ornamentados y figuras mirándolos directamente. Algunas de sus obras representan, a menudo, clase media negra subrepresentada y muchas emplean estrategias pictóricas. Sus obras de arte están estrechamente relacionadas con el movimiento Black Arts. Al explorar el tema de ser negro en Estados Unidos, el trabajo de Marshall también explora la raza en el contexto del "Movimiento de derechos civiles, el Movimiento del poder negro, los proyectos de vivienda, la belleza negra y la invisibilidad política y social de los negros". El trabajo de Marshall estuvo fuertemente influenciado por su educación en Alabama en la década de 1950 y Los Ángeles en la década de 1960. Sus obras siempre se basaron en la experiencia de ser negro en Estados Unidos durante estos períodos de tiempo.
Marshall creó tiras cómicas, como Rhythm Mastr, una historia de un adolescente afroamericano que ganó superpoderes a través de esculturas africanas usando patrones de tambores. En concreto, los poderes se derivan de los siete dioses que componen el panteón yoruba. Marshall eligió esto para abordar las diferencias en cómo se representan las mitologías africana y occidental, como la griega y la nórdica. Mientras que los últimos siguen siendo culturalmente significativos con un nivel de actualidad para ellos, Marshall cree que los primeros han sido olvidados, siendo tratados como "muertos u obsoletos". Marshall estaba preocupado por la falta de héroes afroamericanos que los niños pudieran admirar mientras crecían. Volvió a visitar el Comic 20 años después de su debut en el Carnegie Internacional del 2018. Cuando se le preguntó sobre Black Panther de Marvel como un héroe de cómic negro, Marshall respondió con el hecho de que todavía fue creado por escritores blancos y, por lo tanto, no es representativo de la cultura negra. Otros cómics incluyeron P-Van, que se inspiró en algunos tipos que se sentaban en una camioneta fuera del estudio de Marshall y simplemente "pasaban el rato", y On the Stroll, que se basó en las prostitutas del vecindario donde Marshall las saca de ese contexto y las humaniza. Fue uno de los muchos artistas afroamericanos que intentaron incorporar temas de raza con la esperanza de diversificar el canon histórico del arte. Algunas de sus obras, como La Venus Negra y Voyager, combinan la estética africana con las tradiciones occidentales, mostrando la lucha de los afroamericanos por encontrar su lugar en la sociedad estadounidense. A menudo, se percibía que las obras de Marshall estaban llenas de emoción y retrataban cómo era ser un afroamericano urbano, mostrando hogares y familias afroamericanas de clase media. Otros proyectos de Marshall, a saber, The Garden Project y Souvenir, demuestran los problemas de raza en Estados Unidos desde los años sesenta y setenta en adelante. The Garden Project también critica los nombres glorificados de los proyectos de vivienda que ocultan la pobreza desesperada, mientras que la serie Lost Boys examina a los jóvenes negros "perdidos en el gueto, en la vivienda pública,  en el desempleo y en la alfabetización".  El trabajo de Marshall es dinámico y relevante, especialmente para el problema de encontrar una identidad.
Marshall reflexionó: "Bajo la influencia de Charles White, siempre supe que quería hacer un trabajo que tratara de algo: historia, cultura, política, problemas sociales. ... Era solo una cuestión de dominar las habilidades para hacerlo".

### Retrato del artista como sombra de su antiguo yo(1980)
La pintura Retrato del artista como una sombra de su antiguo yo (Portrait of the Artist as a Shadow of His Former Self) (1980) fue un punto de partida para Marshall y fue la primera pintura que hizo de una figura negra. Antes de este trabajo, Marshall trabajaba en el collage. Es una pintura de pequeño tamaño, realizada con temple al huevo sobre papel. Fue creado principalmente en tonos de negro y representa el busto de un hombre negro con una gran sonrisa blanca y dientes separados. Desde 2019, esta pintura forma parte de la colección del Museo de Arte Moderno del Condado de Los Ángeles (LACMA).

Viajero (1992) en la exhibición de historias afroatlánticas de la Galería Nacional de Arte en Washington D. C. en 2022

### Viajero(1992)
Marshall fundamentó varias de sus piezas a principios de la década de 1990 en la historia estadounidense. Una de esas pinturas, Viajero, pintada en 1992, tiene especial pertinencia en una discusión sobre temas raciales en los Estados Unidos porque Marshall la basó en una " goleta de lujo... secretamente equipada para transportar esclavos africanos". Abundan los símbolos de esta representación, desde las dos figuras negras en el bote y las flores envueltas alrededor del cuello de la mujer hasta el contraste entre las nubes ligeras y etéreas y la oscuridad del fondo superior. Una calavera yace en el agua, justo debajo del barco, insinuando el futuro de los africanos, y la mujer desconocida tiene una expresión de inquietud. Por lo tanto, trae a primer plano la ironía de un barco con una apariencia hermosa y de clase alta y un oscuro propósito, obligando a las personas a pensar en algo que preferirían olvidar.

### Belleza negra,Sin título (La Venus Negra)(1992) ySin título (Supermodelo)(1994)

Sin título (Supermodelo) (1994), Museo de Arte de Honolulu

Marshall exploró el concepto de la belleza negra en contraste con los ideales occidentales con su pintura Sin título (La Venus Negra) (1992). La figura literalmente se funde con su entorno oscuro, su forma sensual es apenas perceptible. Sin embargo, una vez que el espectador mira de cerca, su figura curvilínea evoca un poder femenino solo realzado por el negro profundo de su piel. La pintura Sin título (Supermodelo) (1994), se encuentra en la colección del Museo de Arte de Honolulu, esta obra retrata a una mujer negra tratando de parecerse a las modelos rubias caucásicas. La obra también hace referencia a los autorretratos del artista, que se adorna con lápiz labial pálido y una larga peluca rubia.
Como admite Marshall, él mismo “no había considerado que una mujer negra pudiera ser considerada una diosa del amor y la belleza”, pero con este cuadro demuestra esa posibilidad. Desafía la percepción clásica de una diosa como una mujer blanca con cabello largo y suelto, hablando nuevamente sobre el tema de la identidad afroamericana en el mundo occidental. Este concepto tiene más significado cuando se observa el patrón africano en el cuarto superior del fondo. Con esta adición, hace referencia al movimiento iniciado durante el Renacimiento de Harlem para incorporar la estética africana tradicional al arte afroamericano. En un intento por reconciliar el arte africano y los ideales occidentales, Marshall ubica ambos en su pintura. Destaca así la búsqueda de una identidad negra que involucre todos los aspectos de su historia ancestral y su situación actual. Aunque los afroamericanos pueden sentirse conectados con dos culturas diferentes, la pintura de Marshall de una figura occidental clásica representada con una nueva estética negra une a los dos, mostrando que pueden vivir en armonía.

### La serie Chicos Perdidos(1993-1995)
Una de sus series de obras más famosas, The Lost Boys (1993–1995), muestra la vida y los problemas que enfrentaron muchos afroamericanos. La serie de retratos era de jóvenes afroamericanos de hombro para arriba, con tonos de piel muy oscuros, que contrastaban con la blancura extrema de sus ojos, común en las obras de Marshall. Los retratos también presentaban imágenes casi completamente blancas, con orbes, flores y áreas blancas en el fondo para crear aún más contraste. El artista explicó que esta serie de retratos era para mostrar a estos jóvenes, la pérdida de la inocencia a una edad temprana y ser víctimas de los guetos y viviendas públicas.

### La serie Proyecto Jardín

Viñeta #2, 2008. Acrílico sobre plexiglás exhibido en el Instituto de Arte de Chicago.

The Garden Project es una serie de pinturas perspicaces, tanto en su estridente protesta contra las falsas promesas y la realidad desesperada de la vivienda pública de bajos ingresos como en su capacidad para mostrar la increíble capacidad de los afroamericanos para encontrar la felicidad y construir una comunidad a pesar de estas condiciones. A través de esta serie, Marshall revela las contradicciones inherentes y las profundas yuxtaposiciones entre las promesas idealizadas de los Proyectos de Vivienda Pública y la realidad a menudo dura y desesperada de quienes viven en ellos. Pero Marshall va más allá de simplemente exponer la discrepancia entre este ideal y su correspondiente realidad, ya que su trabajo alude al sentido de comunidad y esperanza que los afroamericanos pudieron crear dentro de las duras condiciones de vivienda de interés social. Inspirada en su antigua casa, Nickerson Gardens, la serie de Marshall "Proyecto Jardín" hace un juego irónico con las connotaciones inherentes a la palabra "jardín". Las cinco pinturas de la serie representan diferentes proyectos de vivienda pública ( Rockwell Gardens, Wentworth Gardens, Stateway Gardens, etc.) que exploran cómo las imágenes casi idénticas son utilizadas en los nombres de los proyectos de vivienda pública son absurdas con respecto a estos proyectos fallidos. Ejecutadas en lienzo sin estirar, estas pinturas masivas parecen murales. Sus elementos en collage y, en ocasiones, el tratamiento superficial rugoso significan la decrepitud de los proyectos de vivienda pública y la dificultad de la vida dentro de ellos.

### Muchas mansiones(1994)
Muchas mansiones de Marshall, de 1994, expone la contradicción entre el nombre "Stateway Gardens" y la realidad de la vida allí. Hay una alegría engañosa que impregna la pieza, ya que el paisaje se ilustra en plena floración. Las figuras exageradamente negras están plantando flores, los árboles están cortados prístinamente y todo parece abundante. Pero las figuras negras de Marshall, como señala Michael Kimmelman en su artículo del New York Times, son "rígidas y estilizadas: casi estereotipos". Representan al hombre negro empobrecido que vive en viviendas públicas y, a diferencia del paisaje que los rodea, no son alegres. Uno mira al espectador, mientras que los otros dos desvían la mirada, todos desprovistos de felicidad. Los edificios en los que viven aparecen como fondos de cartón, llamando la atención sobre la falsedad de la situación. La verdad no se encuentra en el hermoso utopismo del paisaje o las flores, sino en la artificialidad de los edificios y las imágenes estereotipadas y condenatorias de los hombres que viven en ellos.

### SerieSouvenir
La serie Souvenir narra la pérdida sufrida por la sociedad estadounidense por la muerte de líderes en la política, la literatura, las artes y la música. Souvenir III, terminado en 1998, se centra en el ángel que media el presente con el pasado. Es un ángel de la anunciación y encargado de arreglar la sala. Sin embargo, al crear una nueva retórica de los negros en Estados Unidos, destaca sus diferencias con las estructuras de poder blancas convencionales. Hay una sutileza en los personajes que obliga al espectador a mirar más profundamente: estas figuras se oponen directamente a la abstracción que los artistas negros sintieron que tenían que incorporar para convertirse en artistas de la corriente principal. Marshall llama a esta incorporación de un fuerte carácter estético y político una "autoridad visual" que llama la atención de la sociedad  Dentro de Souvenir III, los nombres de prominentes figuras históricas negras y los años de sus muertes aparecen en la parte superior del mural. -pintura de tamaño. Por lo tanto, surge el tema de la atemporalidad: el espectador está en el presente reflexionando sobre los legados de figuras que son tanto campeones de los derechos civiles como artistas afroamericanos. Las pinturas refuerzan estos símbolos de recuerdo con las frases "Lamentamos nuestra pérdida" y "En memoria de". Souvenir IV (1998), también ambientada en una sala de estar de clase media basada en la vivienda de la familia de Marshall, es realismo con un toque de intangible. A través de la pintura, el espectador viaja a la era de los Derechos Civiles y la pintura en sí es una postal que también marca el viaje. Toda la escena hace eco de los rituales egipcios de suministrar muebles y comida a los muertos en el más allá. Souvenir III y IV están hechos en estilo grisalla, una técnica de "pintura narrativa de los viejos maestros", mientras que Souvenir I y II (1997) están hechos en color. A medida que uno examina los fondos de la serie Souvenir, el espectador se da cuenta de la exuberancia de los escenarios incluso dentro de las naturalezas monocromáticas de III y IV . Un sello distintivo de Marshall es el estampado repetido a través de una pintura, visto aquí como alas de ángel que rodean los líderes negros, y fondos florales, vistos aquí como ornamentación brillante.

### Arte público de Marshall
En 2017, la organización sin fines de lucro Murals of Acceptance encargó a Marshall que produjera un mural público titulado Rush More. Ubicada en la fachada oeste del Centro Cultural de Chicago, la pieza es un homenaje a las mujeres que han contribuido a la cultura de Chicago.
En 2018, dos de las grandes obras maestras de Marshall llamaron la atención del público en un choque entre el arte público y el comercio. En mayo, Past Times (1997) fue vendida por la Metropolitan Pier and Exposition Authority de Chicago a Sean Combs por una ganancia inesperada de $ 21 millones para la agencia pública, después de estar en McCormick Place durante muchos años. Past Times había jugado un papel importante durante su préstamo a la exposición del museo en 2016. En octubre, el alcalde de Chicago, Rahm Emanuel, anunció planes para mejorar la sucursal Legler de la Biblioteca Pública de Chicago en el West Side. La actualización sería financiada por la subasta de Knowledge and Wonder (1995) de la biblioteca. Después de las críticas, incluso de Marshall, el alcalde canceló la subasta.

## Exposiciones
Marshall ha realizado varias exposiciones individuales y  en museos y galerías de los Estados Unidos e internacionalmente. Sus exposiciones individuales incluyen Kerry James Marshall, Telling Stories: Selected Paintings (1994-1995), con origen en el Centro de Arte Contemporáneo de Cleveland ; Kerry James Marshall: Mementos (1998-2000), con origen en la Renaissance Society, Chicago ; Along the Way (2005-2006), con origen en Camden Arts Centre, Londres ; Kerry James Marshall: En la Torre (2013), Galería Nacional de Arte, Washington D. C. ; y Kerry James Marshall: Mastry (2016-2017), con origen en el Museo de Arte Contemporáneo de Chicago .
Su trabajo también se ha exhibido en numerosas exposiciones colectivas, incluidas la documenta X (1997), la 50.ª Bienal de Venecia (2003), la documenta 12 (2007) y Afro-Atlantic Histories (2022).

## Obras notorias en colecciones públicas
- Silence is Golden (1986), Studio Museum in Harlem, New York[35]
- When Frustration Threatens Desire (1990), Glenstone, Potomac, Maryland[36]
- Voyager (1992), National Gallery of Art, Washington, D.C.[37]
- De Style (1993), Los Angeles County Museum of Art[38]
- The Lost Boys (A.K.A. Untitled) (1993), Seattle Art Museum[39]
- Better Homes, Better Gardens (1994), Denver Art Museum[40]
- Great American (1994), National Gallery of Art, Washington, D.C.[41]
- Many Mansions (1994), Art Institute of Chicago[42]
- Supermodel (1994), Museum of Fine Arts, Boston[43]
- Our Town (1995), Crystal Bridges Museum of American Art, Bentonville, Arkansas[44]
- Watts 1963 (1995), Saint Louis Art Museum[45]
- Souvenir II (1997), Addison Gallery of American Art, Andover, Massachusetts[46]
- Souvenir III (1998), San Francisco Museum of Modern Art[47]
- Souvenir IV (1998), Whitney Museum, New York[48]
- Untitled (1998-1999), Rubell Museum, Miami[49]
- Heirlooms & Accessories (2002), Studio Museum in Harlem, New York[50]
- 7am Sunday Morning (2003), Museum of Contemporary Art, Chicago[51]
- Africa Restored (Cheryl as Cleopatra) (2003), Art Institute of Chicago[52]
- Diptych Color Blind Test (2003), Denver Art Museum[53]
- Gulf Stream (2003), Walker Art Center, Minneapolis[54]
- SOB, SOB (2003), Smithsonian American Art Museum, Smithsonian Institution, Washington, D.C.[55]
- Black Painting (2003-2006), Glenstone, Potomac, Maryland[36]
- Untitled (2008), Harvard Art Museums, Cambridge, Massachusetts[56]
- Untitled (Bride of Frankenstein) (2010), Fine Arts Museums of San Francisco;[57] Los Angeles County Museum of Art;[58] Museum of Modern Art, New York;[59] and Pennsylvania Academy of the Fine Arts, Philadelphia[60]
- Untitled (Frankenstein) (2010), Fine Arts Museums of San Francisco;[61] Los Angeles County Museum of Art;[62] Museum of Modern Art, New York;[63] and Pennsylvania Academy of the Fine Arts, Philadelphia[64]
- Untitled (Handsome Young Man) (2010), Minneapolis Institute of Art[65]
- Vignette (Wishing Well) (2010), Carnegie Museum of Art, Pittsburgh;[66] Museum of Fine Arts, Houston;[67] Pennsylvania Academy of the Fine Arts, Philadelphia;[68] and Walker Art Center, Minneapolis[69]
- Untitled (Club Scene) (2013), Museum of Modern Art, New York[70]
- Untitled (Orange Pants) (2014), The Broad, Los Angeles[71]
- Untitled (Studio) (2014), Metropolitan Museum of Art, New York[72]
- Untitled (policeman) (2015), Museum of Modern Art, New York[73]
- Untitled (Gallery) (2016), Carnegie Museum of Art, Pittsburgh[74]
- Untitled (2017), The Broad, Los Angeles[75]
- Untitled (London Bridge) (2017), Tate, London[76]
- Untitled (Underpainting) (2018), Glenstone, Potomac, Maryland[36]

## Vida personal
Está casado con la dramaturga, directora y actriz Cheryl Lynn Bruce. Se conocieron mientras Bruce trabajaba en el Studio Museum de Harlem y Marshall comenzaba una residencia artística allí. En 1987, Marshall siguió a Bruce al mudarse a su ciudad natal en el South Side de Chicago, donde se casaron en 1989 en el South Side Community Art Center .

## Premios y honores
- 1997 - Beca MacArthur, Fundación MacArthur[78][8]
- 1999 - Doctorado honorario, Otis College of Art and Design, Los Ángeles, California[7]
- 2017 – Premio Quinta Estrella, por sus contribuciones a Chicago, Ciudad de Chicago.[79]

## Filmografía
| Año  | Título de la película | Papel                   | Notas  |
| ---- | --------------------- | ----------------------- | ------ |
| 1991 | Hijas del polvo       | Diseñador de producción | [ 80 ] |

### Televisión
| Año  | Programa de televisión        | Episodio                | Tipo       | Notas                      |
| ---- | ----------------------------- | ----------------------- | ---------- | -------------------------- |
| 2001 | Art:21 - Arte en el siglo XXI | Identidad (temporada 1) | Televisión | Documental de arte de PBS. |